# 罗伯特·布莱克 (演员)
罗伯特·布莱克（1933年9月18日—2023年3月9日），原名迈克尔·詹姆斯·古比托西（英語：Michael James Gubitosi），美国演员，早期曾用艺名米奇·古比托西（英語：Mickey Gubitosi）、鲍比·布莱克（英語：Bobby Blake）。代表作为1967年的电影《冷血》、1970年代的电视剧《巴雷塔》以及1997年的电影《妖夜慌踪》等。
布莱克于1930年以童星出道，最初是与家人一起演唱歌曲和跳舞，后来凭着在米高梅短片《我们这一伙》中的演出开始出名。虽然是意大利裔美国人出身，但布莱克在童年时期的《Red Ryder》和许多成年时期的电影中时常扮演美籍印度人或拉丁裔美国人。他曾到美国陆军服役过一段时间，但很快就重新回到了演艺行业，直到1997年出演最后一部作品《妖夜慌踪》。布莱克是最早以童星身份出道并逐渐走向成熟的演员之一，他的职业生涯被作家迈克尔·牛顿称为“好莱坞史上最长的职业生涯之一”。
2001年，布莱克被控涉嫌谋杀他的第二任妻子邦妮·李·巴克雷。2002年，布莱克被正式逮捕。虽然刑事法庭于2005年判决他无罪，但巴克雷的儿女对他提起了民事诉讼，致使他仍然需要作出过失死亡赔偿。

## 早年生活
布莱克于1933年9月18日出生在新泽西州的纳特利。他的父亲在1930年时是一名模具工人和罐头制造工，后来与妻子共同进入了歌唱与舞蹈行业。1936年，包括布莱克在内的三个孩子都被带到了表演当中，并被合称为“三个小土包子”（The Three Little Hillbillies）。1938年，布莱克一家搬到了加利福尼亚州的洛杉矶，三个孩子又开始担任电影临时演员。
布莱克的童年并不顺利，他的父亲酗酒，母亲也对他非常不好，进入公立学校读书后又经常受到霸凌，最终因为与同学打架而被开除。他常常受到来自父母双方的身體虐待和性虐待，又多次被锁在隔间里或被逼着在地板上吃东西。14岁时，布莱克从家中逃离，此后又度过了几年更为困难的时光。1956年，布莱克的父亲自杀身亡，而他的母亲则在1980年代末去世，在此之前，布莱克与母亲已有超过30年没有任何联系。

## 童星时期

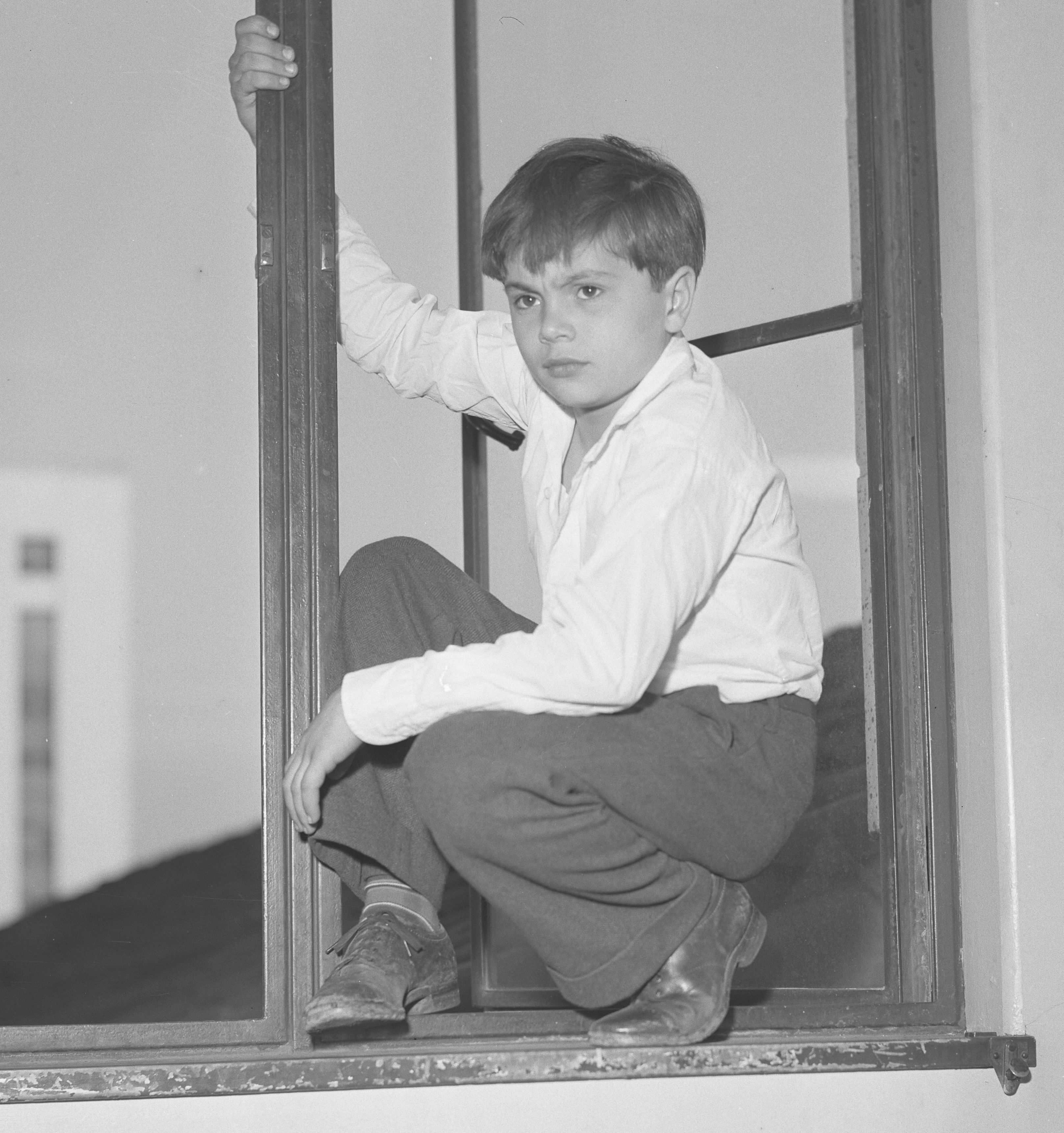
1944年的布莱克

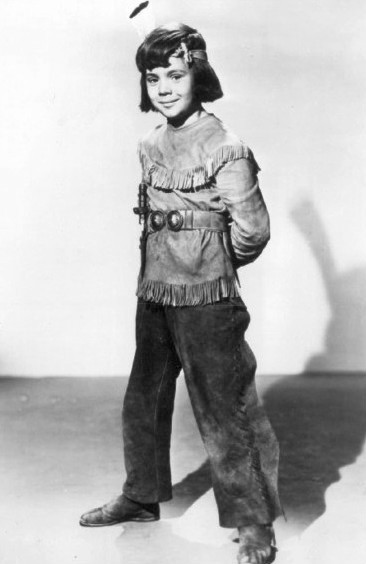
《Red Ryder》中的布莱克，大约摄于1946年

布莱克在童年时代的艺名叫米奇·古比托西，他所出演的第一部作品是由米高梅出品、安娜贝拉和罗伯特·杨主演的电影《三误佳期》。后来他在代替另一名童星尤金·“波奇”·李出演同是由米高梅出品的系列短篇電影《我们这一伙》时开始使用自己的真名，在1939年到1944年间，他一共出演了该系列的40个短片，且最终成为主角，他的父母也有以临时演员的身份一同出演。布莱克在该系列中的演出受到很多批评，由于经常哭泣，他的角色被批评为“不真实”、令人厌恶和烦躁等。1942年，布莱克将艺名改为“鲍比·布莱克”，他在《我们这一伙》中的角色名也被改为米奇·布莱克，同年他又出演了电影《顽童艳福》。1995年，青年艺术家基金会向布莱克颁发了前童星终身成就奖，以嘉奖他在《我们这一伙》中的表演。
1944年到1947年间，布莱克在西部连环动画《Red Ryder》中扮演一名印第安男孩，其中在1944年和1946年，布莱克还分别出演了勞萊與哈台的电影《烏龍殲敵記》和华纳兄弟的电影《银海香魂》。1948年，布莱克在电影《碧血金沙》扮演一名墨西哥男孩，片中他将一张中了奖的彩票卖给了汉弗莱·博加特的角色后，收到的却是对方朝脸上泼来的一杯冷水。1950年，布莱克先后出演了电影《黑玫瑰》和《黑手党》。

## 成年时期
1950年朝鲜战争时期，布莱克进入美国陆军服役，其后于21岁退役。布莱克的童年阴影在参军后仍未消除，在一次长官叫他清理军用提箱时，他突然开始大笑并举枪准备自杀，最终被送到精神病院。据布莱克本人回忆，他在此期间还爱上了基地附近一个16岁的女孩，但女方的父亲并不同意两人在一起，并且还想告布莱克强奸，使得他产生了将其谋杀的想法，甚至差点付诸行动，直到看见那名女孩与父亲的亲密场面后方才作罢。
退役后的布莱克因无法找到工作而陷入了严重的经济困境，导致他一度沉迷于海洛因和可卡因，甚至曾经售卖毒品。后来他进入了演员傑夫·科瑞的演艺教学班，并开始发展个人生活和事业，最终成功进入好莱坞。1956年，布莱克首次使用“罗伯特·布莱克”这一艺名。

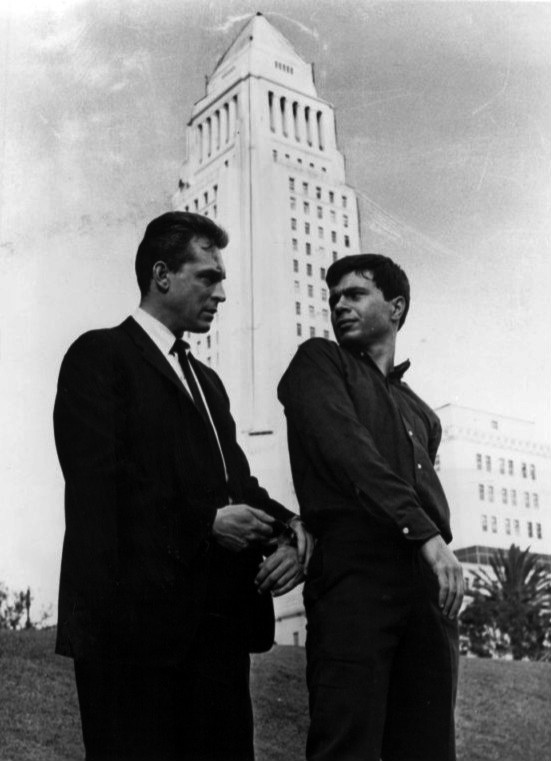
电视剧《裸城》中的布莱克和保罗·伯克

1959年，布莱克拒绝了西部片《伯南扎的牛仔》的邀请（后其角色由迈克尔·兰登替代），出演了另一部西部片《26 Men》，其后又出演了电视剧《The Cisco Kid》和《Men of Annapolis》。除此之外，他参演过的电视剧还有《Have Gun Will Travel》 、《The Restless Gun》、《The Rebel》、《Bat Masterson》、《The Californians》 、《Straightaway》和《拉勒米牧場》。
成年时期的布莱克也出演过许多电影，包括1959年的《猪排山》、1960年的《底特律紫帮》和1961年的《暴雨狂云》等。1963年，布莱克出演了约翰·肯尼迪的战争传记片《PT109鱼雷艇》，其后又分别在1964年和1965年出演了《少爷兵戏弄胖舰长》和《万世流芳》。另外，布莱克还在1963年参加过单元剧《The Richard Boone Show》的群戏演出。布恩（Boone）后来将布莱克介绍给了娱乐律师路易斯·L·高德曼，据布莱克所述，高德曼给了自己许多庇护和帮助。
1967年，布莱克在电影《冷血》中的表演让他取得了重大突破，他在该片中的角色为佩瑞·愛德華·史密斯，来自现实生活中的一名杀人犯，他在片中使用了“屁话”这一表达，成为第一个在美国主流电影中骂出此脏话的演员。

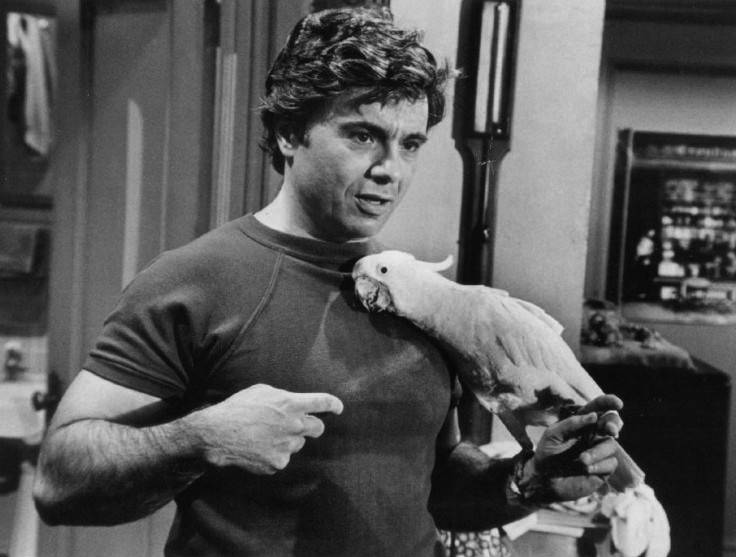
1976年的布莱克

1969年，布莱克在《追凶三千里》中饰演一名印第安人。1972年，布莱克参演戏剧电影《英雄何价》，饰演一名有着参加全国改装赛车竞赛的梦想的小镇赛车手。1973年，布莱克在动作电影《忧郁骑警》中扮演一名摩托车巡警。1981年，布莱克出演了一部电视剧版的《人鼠之間》。
1976年至1978年间，布莱克在电视剧《巴雷塔》中扮演主角托尼·巴雷塔，该角色是一名颇具都市气息的便衣警探。剧中的巴雷特拥有一个凤头鹦鹉宠物，该片的海报中就含有这只鹦鹉以及几句巴雷塔的口头禅。这部电视剧为布莱克夺得了艾美奖的提名。
继《巴雷塔》之后，NBC开始为计划开拍的电视剧《Joe Dancer》制作试播集，布莱克在该片中的角色是一名铁石心肠的私家侦探。与此同时，布莱克还是该片的执行制片人和创作人之一。自1981年到1983年间，NBC一共为《Joe Dancer》制作了三部试播集，但该片的正式版本一直没有上映。
布莱克在1980年代的作品包括派拉蒙影業的几部电影、《逃愛走天涯》和《二手爱情》等。在1980年代和1990年代中，布莱克的作品主要是电视剧，包括《Blood Feud》（扮演吉米·霍法）、《Judgment Day: The John List Story》（扮演杀人犯约翰·李斯特）等，其中《Judgment Day: The John List Story》再次为他夺得一项艾美奖提名。1985年，布莱克在电视剧《Hell Town》扮演了一名牧师。1995年，布莱克出演了戏剧电影《银线风暴》。1997年，布莱克出演了他的最后一部电影《妖夜慌踪》。

## 婚姻与子女
布莱克于1961年与演员桑德拉·克尔结婚，此后生下了两个孩子，分别名叫诺亚（Noah）和德丽娜（Delinah），但两人最终在1983年离婚。
1999年，布莱克在一家爵士俱乐部结识了来自新泽西州霍顿的邦妮·李·巴克雷。巴克雷此前有过九段婚姻，且经常向各路名人发送裸照谋取钱财，在与布莱克相识的时候，巴克雷刚刚受到诈骗罪指控，正处于保释状态，在与布莱克恋爱期间，她还同时和马龙·白兰度的儿子克里斯蒂安进行约会。两人相恋不久后，巴克雷怀上了一个孩子，她起初宣称孩子是克里斯蒂安的，并将其取名为克里斯蒂安·香农·白兰度，但DNA鉴定结果显示孩子的亲生父亲是布莱克，两人遂于2000年11月19日结婚，孩子的名字也改成了罗斯·莱诺·索菲亚·布莱克，这个孩子在巴克雷被谋杀后判给了布莱克的女儿德丽娜抚养。
2016年3月，已经82岁的布莱克在洛杉矶被发现与一名妇女同行，不过布莱克表示这位妇女只是他的护士，其名字也一直没有揭晓。2017年，布莱克与帕梅拉·赫达克结婚，两人在结婚前已经认识了几十年，赫达克还曾在布莱克的案件中为他作辩护，不过这段婚姻只维持到了2018年12月7日便宣告结束。

## 邦妮·李·巴克雷谋杀案
2001年5月4日，布莱克带着巴克雷到加利福尼亚州的影城市共进晚餐，当晚巴克雷坐在布莱克停在餐馆附近一条辅路上的汽车内时，被人用枪击中头部而死。布莱克宣称事发当时他已经回到餐馆去取落下的手枪，从而不在现场。后经警方证实，布莱克的手枪确实与击杀巴克雷的武器不同。

### 被捕

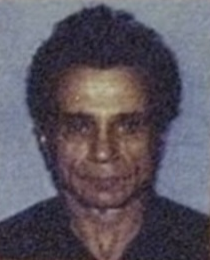
布莱克的嫌疑人照片，2002年

布莱克于2002年4月18日遭到洛杉矶警察局逮捕，一同被捕的还有他的保镖厄尔·考德威尔，后者被控同谋。警方拘捕布莱克的重要原因为此前有一个名叫罗纳德·“达菲”·汉布尔顿的退休特技演員前往警局作证，称自己是布莱克雇来的杀手，其同伴加里·麦克拉蒂（也是一名退休特技演员）也表示这一说法属实。警方还在事发现场附近找到了一张电话卡，汉布尔顿表示这张卡是专门办来与他联络的，目的是为了避免留下记录。一名已经和布莱克闹翻的朋友也向警方表示布莱克在与他通话时经常说要如何“灭了”（annihilate）巴克雷，不过警方在调取通话记录后发现两人的通话时间大多很短，通话次数也较少。除此之外，一名退休警察也出庭作证称布莱克跟他说过如果巴克雷死了，他的生活将会变得更好。作家迈尔斯·科温认为，汉布尔顿是在接到大陪审团发来的传票并得知自己的罪名较轻后方才出面作证。
2002年4月22日，法庭判决布莱克犯下一项特殊环境下的谋杀罪、两项教唆杀人罪及一项共谋杀人罪，其中特殊环境下的谋杀罪在美国有可能会面临死刑。不过在被囚将近一年后，布莱克于2003年3月13日被判可以进行无罪陈述，并获准以150万美元保释，护照亦得以归还，其后受到软禁以待下一步判决。10月31日，法庭在审前听证会上判决布莱克和考德威尔同谋杀人罪名不成立。负责处理该案件的初级检察官雪莉·萨缪尔斯（Shellie Samuels）后来在接受CBS记者彼得·范·桑特采访时表示这是因为警方无法找到法医证据来证明布莱克有参与谋杀，亦无法在布莱克和凶器之间建立联系。

### 审理
针对布莱克的审理于2004年12月20日开始，在第二天举行的开庭陈述中，原告方表示布莱克是为了摆脱缺乏感情的婚姻而故意行凶，麦克拉蒂和汉布尔顿也分别作证称布莱克有参与谋杀；布莱克的辩护人则表示布莱克受到了偶然性和编造证据的诬陷。在交互讯问期间，布莱克的辩护人指出麦克拉蒂存在精神问题且吸食可卡因，而汉布尔顿也有吸食甲基苯丙胺的前科，因此两人的证词并不可信。另外经过检查发现，布莱克的手上并无开枪痕迹。
2005年3月16日，法庭宣布布莱克的谋杀罪名及其中一项教唆杀人罪名不成立，另一场针对教唆杀人罪的审理也因为陪审团大部分人支持无罪判决而撤回指控。来自洛杉矶的律师斯蒂芬·库利在评论这桩案件时批评审理该案的法官“极其愚蠢”，认为他们受到了被告辩护人陈词的欺骗。民间对法庭的裁决反响不一，部分人认为布莱克有罪，但大部分人都认为证据不足。判决公布当晚，数名粉丝聚集在布莱克最常去的地方以及事发现场进行庆祝。

### 民事裁决
虽然刑事法庭判决布莱克无罪，但巴克雷的三个孩子向布莱克发起了民事诉讼。审理过程中，布莱克的共同被告厄尔·考德威尔的女朋友也称布莱克参与了谋杀。
2005年11月18日，法庭判处布莱克对巴克雷的死亡负有过失责任，需要赔偿3000万美元。2006年2月3日，布莱克申请破产。
2007年2月28日，布莱克的律师杰拉尔德·施瓦茨巴赫针对民事法庭的判决提起上诉。2008年4月2日，上诉法庭宣布维持民事法庭的判决，不过将布莱克的罚款金额裁减到了150万美元。

### 后续
布莱克被判无罪当天走出法庭时，拒绝回答一切关于该案件的问题，表示自己现在要到路上走走以找回自由，并借了一把小刀割断绑在脚踝上的镣铐，在亲吻律师的脸颊后离开。此外他还曾表示想前往纽约向百老汇寻求一个影视角色。
在相关案件结束后，布莱克甚少在公众面前出现，并欠下了300万美元的律师费用及联邦税费。2010年4月9日，加利福尼亚州以1,110,878美元的未缴纳税款向布莱克下达税收留置权命令。
2012年7月16日，布莱克在CNN的《皮爾斯·摩根今夜秀》中接受采访，当被问到巴克雷死亡当晚的具体情况时，布莱克表现得非常生气，表示非常讨厌摩根的问题，质疑摩根是在审讯他。摩根回应道他只是在问人们想知道的问题。
2019年1月，布莱克又接受了节目《20/20》的采访。布莱克起初拒绝接受采访，并想要把邀请让给朋友，不过最后还是选择参加，谈论了关于那次谋杀、负责处理他的警方的举止、好莱坞的文化和对这件事的回应、他的童年时光等问题。
2019年9月，布莱克创建了一个名为“罗伯特·布莱克：我还没死，所以请继续收看”（Robert Blake: I ain't dead yet, so stay tuned）的YouTube账号，谈论了他的生活和从业经历。同年10月，布莱克的女儿萝丝·莱纳尔倾诉了她的童年经历和这桩案件对她的影响，谈论了与父亲重聚、拜访母亲的坟墓等经历以及想进入演艺圈的想法，她表示不想知道母亲被谋杀的细节，但如果有可能，她仍然愿意了解事情的真相。
2021年，布莱克开设了一个名为“罗伯特·布莱克手推车”（Robert Blake's Pushcart）的网站，在上面可以查看关于他的一些大事记以及阅读他的剧本和一些书籍，还可以订购他的自传。
影视导演昆汀·塔伦蒂诺创作了一部名为《從前，有個好萊塢》的电影，其后又推出了一本同名小说，其中含有关于布莱克的内容，电影中畢·彼特的角色被控谋杀他的妻子，对应的就是布莱克的案件。

## 去世
2023年3月9日，布莱克因心脏病发作而在洛杉矶逝世。3月12日，喜剧演员吉米·坎摩爾在第95屆奧斯卡金像獎颁奖典礼上，开玩笑地呼吁观众拿出手机，投票决定布莱克是否应该入选年度缅怀人物，不过颁奖礼的电视版本的“缅怀”阶段则没有提及布莱克，引发布莱克的儿子诺亚批评。

## 延伸阅读
- Holmstrom, John. The Moving Picture Boy: An International Encyclopaedia from 1895 to 1995, Norwich, Michael Russell, 1996, pp. 185–186.
- Dye, David. Child and Youth Actors: Filmography of Their Entire Careers, 1914–1985. Jefferson, NC: McFarland & Co., 1988, p. 20–22.